# Izabela da Silva
Izabela da Silva, född 2 augusti 1995, är en friidrottare från Brasilien. Hon deltog vid olympiska sommarspelen 2020 och olympiska sommarspelen 2024.